# 天主教貝爾熱港教區
天主教貝爾熱港教區（拉丁語：Dioecesis Portus Bergensis）是馬達加斯加一個羅馬天主教教區，屬安齊拉納納總教區。
教區成立於1993年10月18日，教座位於布里濟尼（貝爾熱港是其舊稱）。2004年有教友10,400人（佔轄區總人口2.0%）、四個堂區、十六名司鐸。現任教區主教為乔治·瓦基·普蒂亚库兰加拉。